# Nästån

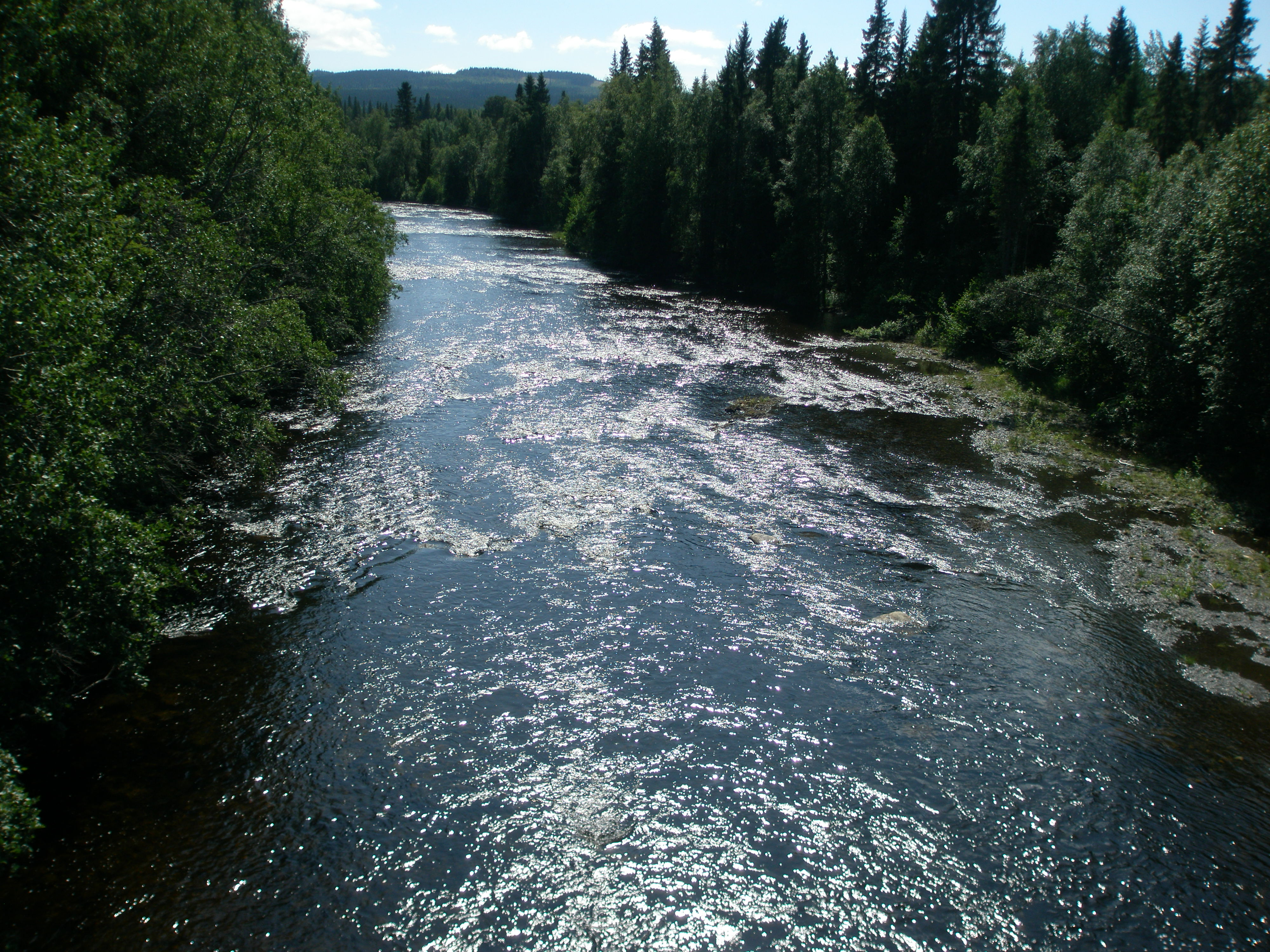
Nästån vid Åflo i Offerdals socken

Nästån (Åfloån) rinner från Djupsjön, Acksjön, Getsjön, Gärdesjön, Vågsjöarna till Hällsjön i Kaxås, Offerdals socken, Krokoms kommun, Jämtland. Vattensystemet fortsätter därefter genom Kriken, Näldsjön och mot Storsjön. Nästån har sin källflöden vid Nästtjärnarna i Kalls socken. 
Nästån och sjöarna i Offerdal användes under en lång rad av år för flottning av timmer från västra Jämtland ned mot kusten runt Sundsvall. Flottningen gav arbete åt många och ansågs vara välbetald. Flottningen i åarna var beroende av vattentillgången. På Hällsjön bogserades timret. På 1940-talet kom motordrivna flottbåtar. På 1950-talet upphörde flottningen längs Nästån. 
I Nästån finns en damm vid Åflo kvarn och såg.